# Гатчинская улица (Москва)
Га́тчинская у́лица — улица в микрорайоне Новосёлки, Молжаниновского района, города Москва, с 6 февраля 1986 года, до этого времени Парковая улица в деревне Новосёлки.

## История
Улица находится в Молжаниновском районе, Северный административный округ (САО), и идёт от Охтинского проезда до Молжаниновского пруда, параллельно Ленинградскому шоссе, пересекает 1-ю улицу Новосёлки.
На улице, по её всей длине отсутствуют: тротуары, велосипедные дорожки, пешеходные переходы, велосипедные парковки, стелы пешеходной навигации и частично освещение.

## Происхождение названия
29 октября 1984 года в связи с расширением черты города Москвы Новосёлкинский сельский совет был упразднён, и его территория была присоединена к Москве к Ленинградскому району. В процессе присоединения территорий деревни к Москве была образована Парковая улица, которая была названа в 1985 году в честь находящиеся в данной местности лесопарка, а 6 февраля 1986 года была переименована в Гатчинскую улицу в честь города Гатчина, и в связи с наличием в Городе-Герое других Парковых улиц.

## Транспорт

### Автобусные маршруты
По Гатчинской улице не проходят маршруты общественного транспорта, но в непосредственной близости от улицы находится Ленинградское шоссе, где находятся остановки «Платформа Молжаниново», где останавливаются автобусные маршруты Мосгортранс и Мострансавто № 30, 50, 400, 440, 465, 484, 851, 865.

### Железнодорожный транспорт
В 850 метрах находится платформа Молжаниново Ленинградского направления Октябрьской железной дороги.

## Примечательные здания и сооружения

### По нечётной стороне
- По нечётной стороне расположены 14 жилых домов, под №: 1, 3, 5, 7 ,9, 11, 15, 17, 19, 21, 23, 25, 27, иных контор (офисов), компаний, школ, поликлиник нет.

### По чётной стороне
- По чётной стороне жилые дома и здания отсутствуют.